# 1067年
| 千纪： | 2千纪 |
| 世纪： | 10世纪 \| 11世纪 \| 12世纪                                                                                 |
| 年代： | 1030年代 \| 1040年代 \| 1050年代 \| 1060年代 \| 1070年代 \| 1080年代 \| 1090年代                           |
| 年份： | 1062年 \| 1063年 \| 1064年 \| 1065年 \| 1066年 \| 1067年 \| 1068年 \| 1069年 \| 1070年 \| 1071年 \| 1072年 |
| 纪年： | 丁未年（羊年）；辽咸雍三年；北宋治平四年；西夏拱化五年；大理正德六年；越南龍章天嗣二年；日本治曆三年       |

## 大事记
- 中国
  - 宋神宗继位。
  - 夏惠宗继位。
- 東南亞
  - 迦吒訶傀儡政權被推翻，注輦國王毗利拉真陀羅（英语：Virarajendra）再出兵東征，平定迦吒訶，恢復傀儡政權，稱霸馬六甲海峽。
- 西亞
  - 塞爾柱帝國佔領亞美尼亞全境。

## 逝世
- 夏毅宗，西夏皇帝（1047年出生，20岁）
- 蔡襄，北宋政治家、书法家和茶学专家（1012年出生，55岁）
- 1月25日——宋英宗，北宋皇帝（1032年出生，35岁）
- 9月10日——戈黛娃夫人，英国贵妇人（约990年出生，77岁）